# Dag en Heidi
Dag en Heidi is een Vlaamse stripreeks van Jeff Broeckx die deze verhalen tekende naar het scenario van zijn moeder Maria De Winter. De strip werd voor het eerst gepubliceerd in het tijdschrift Ohee.

## Personages
- Dag: De oudere broer van Heidi. Door de dood van hun vader zijn ze weesjes geworden. Hij heeft zijn vader beloofd om altijd goed voor zijn zusje te zorgen. Ieder van hen draagt de helft van een schelp rond de hals waardoor ze steeds met elkaar verbonden blijven. Dag gaat risico's niet uit de weg, maar zal meer berekend te werk gaan dan zijn zusje. Hij wil Heidi niet steeds in het avontuur betrekken uit vrees voor haar veiligheid, maar daar denkt Heidi vaak anders over. Ze komt er ook steeds achter als haar broer iets voor haar verborgen probeert te houden.
- Heidi: Jongere zus van Dag. Ze gaat veel meer gevoelsmatig te werk dan haar broer en is ontzettend zorgzaam voor alles wat leeft. Ze zal altijd eerst aan een ander denken dan aan zichzelf. Ze is vaak de eerste om hulp te bieden. Door haar impulsief handelen brengt ze zichzelf wel vaker in gevaar. Gelukkig kan ze steeds rekenen op haar broer die voor niets of niemand bang is als het om zijn zusje gaat. Heidi doet voor haar broer trouwens hetzelfde als hij zich in de nesten werkt.
- Inga: Doordat haar vader en moeder Dag en Heidi adopteerden, werd Inga hun zus. Inga is eerst een beetje jaloers op Dag en Heidi omdat ze voortaan niet meer papa's enige lieveling zou zijn. Inga gaat Dag en Heidi echter al snel als haar echte broer en zus beschouwen als ze zich realiseert hoe aardig de kinderen wel zijn. Dag, Heidi en Inga vormen sindsdien een onverbrekelijk drietal dat de meest bizarre avonturen beleeft. Niet zelden ontmoeten ze hierbij magische, mythische of sprookjesfiguren. Vaak worden ze geconfronteerd met bovennatuurlijke gebeurtenissen. Inga die meer naar haar huiselijke moeder aardt (en er ook erg veel op lijkt) is het minst avontuurlijk van de drie en vindt het soms ook leuk om gewoon thuis te blijven.
- Sven: Vader van Inga en adoptievader van Dag en Heidi. Dag en Heidi spreken hem aan met oom. Hij is kapitein op een schip de "Inga". In de eerste verhalen heette het schip "De Zeemeeuw". Ook Sven raakt geregeld gewild of ongewild betrokken in de avonturen van zijn kinderen. De kinderen betekenen dan ook alles voor hem.
- Karin: Moeder van Inga en adoptiemoeder van Dag en Heidi. Zij is heel huiselijk en neemt zelden actief deel aan de avonturen van haar kinderen. Ze wordt door Dag en Heidi tante genoemd. Karin houdt net zo veel van Dag en Heidi als van haar eigen dochtertje Inga.

## Geschiedenis
Vanaf 1964 tekende Jeff Broeckx reeds verschillende verhalen voor het tijdschrift Ohee. In 1966 werd het eerste Dag en Heidi-verhaal Het vulkaaneiland in het voornoemde tijdschrift gepubliceerd. In totaal zouden er van Dag en Heidi 9 verhalen in Ohee en in het Franse tijdschrift Samedi Jeunesse verschijnen. Deze verhalen wekten de interesse van Willy Vandersteen. In 1969 werd hij door Studio Vandersteen ingelijfd om de verhalen van Bessy te tekenen. Toen Samedi Jeunesse ophield te bestaan vond Jeff Broeckx dat hij zijn verhalen niet langer aan Ohee kon afstaan voor zo een karige beloning. Hij nam contact op met Nonkel Fons, priester en hoofdredacteur van Uitgeverij Averbode. Nonkel Fons vroeg aan Jeff Broeckx om hem wat tekeningen op te sturen. Jeff Broeckx mocht meteen beginnen met het tekenen van Dag en Heidi-verhalen die werden gepubliceerd in Zonnestraal. Op die manier is ook de stripreeks Sloeber ontstaan. Vanaf 1980 werden de verhalen van Dag en Heidi uitgegeven door Standaard Uitgeverij. In totaal verschenen er 16 albums van die uitgeverij, de laatste in 1986. Een aantal verhalen die voorheen enkel in Ohee en Zonnestraal waren verschenen werden heruitgegeven in albumvorm door Saga Uitgaven en Brabant Strip.
Na een heruitgave van het eerste verhaal door Saga Uitgaven in 2008 tekende Broeckx een nieuw album in 2010.

## Verhalen

### Gepubliceerd in Ohee
| Ohee Nr. | Titel                      | Publicatiedatum |
| -------- | -------------------------- | --------------- |
| 179      | Het vulkaaneiland (deel 1) | 17-09-1966      |
| 180      | Het vulkaaneiland (deel 2) | 24-09-1966      |
| 193      | Inga                       | 24-12-1966      |
| 246      | Het witte beeld            | 30-12-1967      |
| 250      | De tiran                   | 27-01-1968      |
| 255      | De wenssteen               | 02-03-1968      |
| 298      | Stad onder zee             | 28-12-1968      |
| 311      | De vreemde vogel           | 29-03-1969      |
| 314      | Het houten kistje          | 19-04-1969      |
| 428      | De wolkenhoeve             | 26-06-1971      |

### Gepubliceerd in Zonnestraal
Vanaf juni 1972 verschenen 2 verhalen in Zonnestraal die later werden heruitgegeven in albumvorm door Brabant Strip in 2007-2008.
- De zilveren sleutel (heruitgegeven in 2007 als nummer 44 in Collectie Fenix)
- Het rode licht (heruitgegeven in 2008 als nummer 54 in Collectie Fenix)

### Albums

#### Standaard Uitgeverij
Er werden in totaal 16 albums uitgegeven door de Standaard Uitgeverij.
1. Het zwarte paard (1980)
2. Heidi in gevaar (1980)
3. De onbekende planeet (1980)
4. De vredessteen (1981)
5. Het houten kistje (1981): dit is een hertekende versie van het verhaal dat eerder is verschenen in Ohee nr. 314
6. De verstekeling (1981)
7. Het spookeiland (1982)
8. Het heksenfeest (1982)
9. De magische stem (1983)
10. De moerasgeesten (1983)
11. De kristallen waterval (1984)
12. De toverster (1984)
13. De zonderlinge tovenaar (1985)
14. De hovaardige den (1985)
15. De drie machten (1986)
16. De wenende olifant (1986)

#### Uitgeverij Den Gulden Engel
Uitgeverij Den Gulden Engel gaf 2 albums opnieuw uit.
1. Het zwarte paard (1986)
2. Heidi in gevaar (1987)

#### Saga
Op vraag van zijn fans heeft hij samen met zijn echtgenote een nieuw verhaal 'Wika' getekend. Deze werd uitgegeven door uitgeverij Saga. Ook een aantal oude verhalen die nooit in albumvorm waren verschenen werden uitgegeven. Het Geheim van Lahneck is ook een nieuw verhaal.
- Het vulkaaneiland (2008) Het allereerste verhaal van Dag en Heidi dat in 2 delen in Ohee werd gepubliceerd in 1966 (nrs. 1979-1980)
- Wika (2010)
- De tiran (2014) werd voor het eerst integraal gepubliceerd in Ohee in 1968 (nr. 250)
- De wolkenhoeve (2014)werd voor het eerst integraal gepubliceerd in Ohee in 1971 (nr. 428)
- De vreemde vogel (2014) werd voor het eerst integraal gepubliceerd in Ohee in 1969 (nr. 311)
- Het Geheim van Lahneck (2019)

In 2017 start Saga met de heruitgave van verhalen van Dag en Heidi.
1. Het rode licht (2017)
2. De zilveren sleutel (2018)
3. Het zwarte paard (2018)
4. Heidi in gevaar (2018)
5. De onbekende planeet (2018)
6. De vredessteen (2019)
7. De verstekeling (2019)
8. De magische stem (2019)
9. De moerasgeesten (2019)
10. De kristallen waterval (2020)
11. De toverster (2020)
12. De zonderlinge tovenaar (2020)
13. De drie machten (2020)

### Gebundeld met verhalen van andere stripreeksen

#### Kapoentjes omnibussen
De eerste 4 verhalen die in Ohee verschenen, werden gebundeld met verhalen uit andere reeksen in 3 Kapoentjes omnibussen.
| Titel             | Omnibus nr. | Ohee nr. |
| ----------------- | ----------- | -------- |
| Inga              | 2           | 193      |
| Het vulkaaneiland | 3           | 179-180  |
| Het witte beeld   | 6           | 246      |
| De tiran          | 6           | 250      |

#### Familiestripboeken
Een eerder in Ohee verschenen verhaal en 4 nieuwe verhalen werden uitgegeven in 5 verschillende familiestripboeken van Suske en Wiske en Kiekeboe.
| Titel                  | Jaar | Album                           | Opmerkingen                                                                   |
| ---------------------- | ---- | ------------------------------- | ----------------------------------------------------------------------------- |
| Stad onder Zee         | 1989 | Suske en Wiske Familiestripboek | Dit is een ingekleurde versie van het verhaal dat in Ohee nr. 298 verscheen   |
| De drakendoder         | 1990 | Kiekeboe Familiestripboek 1     |                                                                               |
| De maanrots            | 1990 | Suske en Wiske Familiestripboek | Is in 1996 ook als bijlage verschenen in het Suske en Wiske weekblad (nr. 30) |
| De zoon van de koopman | 1991 | Kiekeboe Familiestripboek 2     |                                                                               |
| Powakasset             | 1991 | Suske en Wiske Familiestripboek |                                                                               |

Ze verschenen later ook in albumvorm onder de noemer Illegale Uitgaven. In feite zijn dit albums waarbij de verhalen uit de familiestripboeken werden geknipt.

#### Speciale uitgaves
| Titel          | Jaar | Uitgeverij    | Opmerkingen |
| -------------- | ---- | ------------- | --- |
| Oudejaarsavond | 1985 | Standaard     | Kortverhaal waarin Jeff Broeckx zijn eigen geesteskinderen ontmoet. Naast Dag en Heidi zijn ook Sloeber, Bessy, Andy en Aneka van de partij. Verscheen in het Stripfeestboek.  |
| Warme dromen   | 2002 | Brabant Strip | Jeff Broeckx herinnert zich niet meer waarvoor hij dit nooit gepubliceerde kortverhaal (2 pagina's) had geschreven, uiteindelijk gepubliceerd in Brabant Strip magazine nr. 97 |

### Chronologische volgorde van de Dag en Heidi verhalen
1. Het vulkaaneiland
2. Inga
3. Het witte beeld
4. De tiran
5. De wenssteen
6. Stad onder zee
7. De vreemde vogel
8. Het houten kistje
9. De wolkenhoeve
10. Het rode licht
11. De zilveren sleutel
12. Het zwarte paard
13. Heidi in gevaar
14. De onbekende planeet
15. De vredessteen
16. De verstekeling
17. Het spookeiland
18. Het heksenfeest
19. De magische stem
20. De moerasgeesten
21. De kristallen waterval
22. De toverster
23. De zonderlinge tovenaar
24. De hovaardige den
25. De drie machten
26. De wenende olifant
27. De drakendoder
28. De maanrots
29. De zoon van de koopman
30. Powakasset
31. Wika
32. Het Geheim van Lahneck

## Prijs
In 2008 ontving tekenaar Broeckx een stripvos voor onder andere deze stripreeks.